# Cotinus coggygria

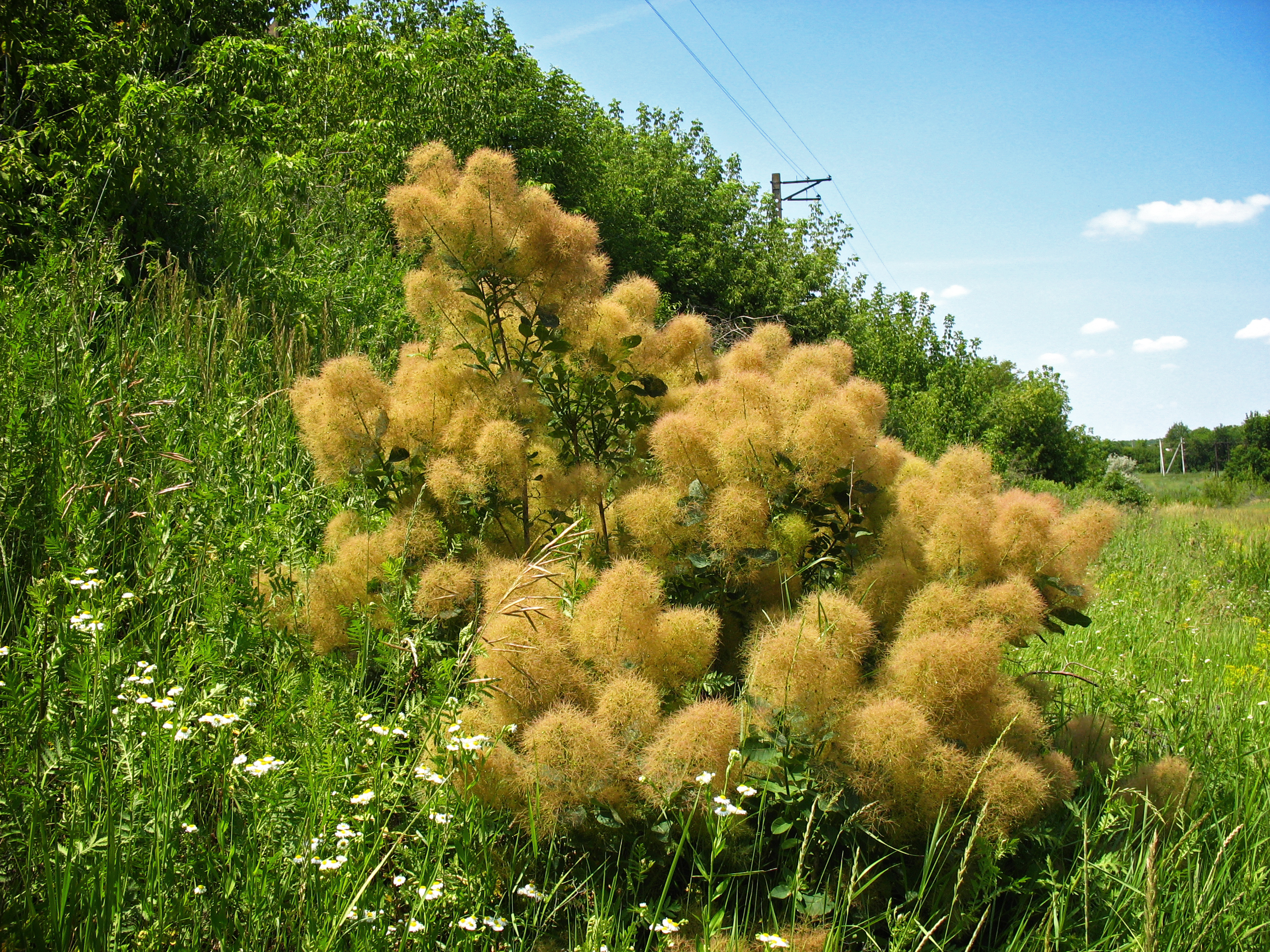
Cotinus coggygria

El árbol de las pelucas (Cotinus coggygria), es una planta del género Cotinus, perteneciente a la familia Anacardiaceae.

## Descripción
Es un arbusto muy ramificado, que puede alcanzar entre 5 a 7 m de altura con un hábito de crecimiento irregular, de ramas separándose ampliamente, formando raramente un árbol de porte pequeño. 
Las hojas son de 3 a 8 centímetros de largo, ovales redondeadas, verde con un brillo glauco ceroso. El color del otoño puede variar en vistosidad, desde el melocotón, al amarillo y el escarlata. 
Las flores son numerosas, producido unas grandes inflorescencias de 15 a 30 centímetros de largo; el diámetro de la flor de 5 a 10 milímetros, con cinco pétalos amarillos pálidos. La mayoría de las flores en cada aborto de linflorescencia, se alargan en forma de plumas amarillento rosadas o purpúreas, que rodean al pequeño fruto, (drupa de 2 a 3 mm).

## Distribución
Es nativo de una gran área que comprende el sureste de Europa, a lo largo del centro de Asia y los Himalayas hasta el norte de China.

### Cultivo y usos
Se lo cultiva generalmente como planta ornamental, habiendo varios cultivares disponibles. Muchos de ellos han sido seleccionados por sus hojas rojizas y por la apariencia de sus flores.

## Taxonomía
Cotinus coggygria fue descrita por  Giovanni Antonio Scopoli y publicado en Flora Carniolica, Editio Secunda 1: 220, en el año 1772.
Etimología
- Cotinus, nombre genérico que proviene del griego para arbusto.

- Coggygria, epíteto que proviene del griego y es el nombre dado al Cotinus.

Sinonimia
| - Cotinus arenarius F.A.Barkley - Cotinus cinereus (Engl.) F.A.Barkley - Cotinus coriarius Duhamel - Cotinus cotinus (L.) Sarg. - Cotinus ellipticus Raf. - Cotinus velutinus (Engl.) F.A.Barkley | - Rhus cotina St.-Lag. - Rhus cotinus L. - Rhus laevis Wall. ex G.Don - Rhus obovatifolia Stokes - Rhus velutina Wall. ex G. Don |

Variedades más conocidas
- Cotinus coggygria 'Follis Purpureis'
- Cotinus coggygria 'Golden Spirit'
- Cotinus coggygria 'Kanari'
- Cotinus coggygria 'Nordine'
- Cotinus coggygria 'Notcutt's Variety'
- Cotinus coggygria 'Old Fashion'
- Cotinus coggygria 'Pink Champagne'
- Cotinus coggygria 'Purpureus'
- Cotinus coggygria 'Red Beauty'
- Cotinus coggygria 'Royal Purple' hojas púrpuras
- Cotinus coggygria 'Rubrifolius' - hojas verdes y anaranjadas
- Cotinus coggygria 'Velvet Cloak' plumas de terciopelo
- Cotinus coggygria 'Young Lady' - con una gran floración de plumas
- Cotinus dummeri 'Grace' es un híbrido Cotinus coggygria en Cotinus obovatus
- Cotinus obovatus 'Flame' hojas anaranjadas

## Nombres comunes
- Castellano: fustete, plumeros, árbol de las pelucas, árbol de las pelugas, zumaque cabelludo, Rus cotino, árbol de la niebla, árbol del humo, arbolito de la felicidad (Perú).[3]
- fustique[4]